# Jaroslav Hálek
Jaroslav Hálek (10. prosince 1883 Černětice – 7. prosince 1950 Předslavice) byl československý politik a meziválečný poslanec Národního shromáždění za Republikánskou stranu zemědělského a malorolnického lidu (agrárníky).

## Biografie
V parlamentních volbách v roce 1920 získal mandát v Národním shromáždění. Podle údajů k roku 1920 byl profesí rolníkem v Černěticích u Volyně.
V parlamentní debatě o státním rozpočtu v listopadu 1922 hovořil na plénu sněmovny po dvě a půl hodiny a ve své řeči spojoval zemědělské a náboženské otázky. Národní listy uvedly, že Hálek se chystá odejít z agrární strany a že se neobratně stylizuje do venkovského filozofa Alfonse Šťastného.